# Pandanus merrillii
Pandanus merrillii är en enhjärtbladig växtart som beskrevs av Otto Warburg. Pandanus merrillii ingår i släktet Pandanus och familjen Pandanaceae. Inga underarter finns listade.